# Thomas Wessinghage
Thomas Wessinghage (ur. 22 lutego 1952 w Hagen) – zachodnioniemiecki lekkoatleta specjalizujący się w biegach średnio i długodystansowych, uczestnik letnich igrzysk olimpijskich w Monachium (1972) i Montrealu (1976), wielokrotny medalista mistrzostw Europy. Autor książek o tematyce sportowej oraz medycznej i rehabilitacyjnej (m.in. "Skuteczne ćwiczenia doktora Wessinghage do wykonania w domu").

## Sukcesy sportowe
- multimedalista mistrzostw Republiki Federalnej Niemiec, w tym 22-krotny mistrz kraju w biegach na różnych dystansach, zarówno w hali, jak i na otwartym stadionie[1]

| Rok  | Miasto       | Zawody                    | Konkurencja              | Wynik         |
| ---- | ------------ | ------------------------- | ------------------------ | ------------- |
| 1972 | Grenoble     | halowe mistrzostwa Europy | sztafeta 4 x 4 okrążenia | złoty medal   |
| 1973 | Rotterdam    | halowe mistrzostwa Europy | sztafeta 4 x 4 okrążenia | złoty medal   |
| 1974 | Rzym         | mistrzostwa Europy        | bieg na 1500 m           | brązowy medal |
| 1974 | Göteborg     | halowe mistrzostwa Europy | bieg na 1500 m           | srebrny medal |
| 1975 | Katowice     | halowe mistrzostwa Europy | bieg na 1500 m           | złoty medal   |
| 1975 | Rzym         | letnia uniwersjada        | bieg na 1500 m           | złoty medal   |
| 1976 | Monachium    | halowe mistrzostwa Europy | bieg na 1500 m           | srebrny medal |
| 1977 | Düsseldorf   | puchar świata             | bieg na 1500 m           | 2. miejsce    |
| 1978 | Mediolan     | halowe mistrzostwa Europy | bieg na 1500 m           | srebrny medal |
| 1978 | Praga        | mistrzostwa Europy        | bieg na 1500 m           | 4. miejsce    |
| 1979 | Wiedeń       | halowe mistrzostwa Europy | bieg na 1500 m           | srebrny medal |
| 1979 | Montreal     | puchar świata             | bieg na 1500 m           | 1. miejsce    |
| 1980 | Sindelfingen | halowe mistrzostwa Europy | bieg na 1500 m           | złoty medal   |
| 1981 | Grenoble     | halowe mistrzostwa Europy | bieg na 1500 m           | złoty medal   |
| 1982 | Ateny        | mistrzostwa Europy        | bieg na 5000 m           | złoty medal   |
| 1983 | Budapeszt    | halowe mistrzostwa Europy | bieg na 1500 m           | złoty medal   |
| 1983 | Helsinki     | mistrzostwa świata        | bieg na 5000 m           | 6. miejsce    |
| 1984 | Göteborg     | halowe mistrzostwa Europy | bieg na 1500 m           | brązowy medal |
| 1985 | Pireus       | halowe mistrzostwa Europy | bieg na 3000 m           | srebrny medal |

## Rekordy życiowe
| Konkurencja           | Czas     | Miasto          | Data       | Uwagi               |
| --------------------- | -------- | --------------- | ---------- | ------------------- |
| bieg na 800 m         | 1:46,56  | Montreal        | 23/07/1976 |                     |
| bieg na 1000 m        | 2:16,4   | Wattenscheid    | 23/09/1977 |                     |
| bieg na 1500 m        | 3:31,58  | Koblencja       | 27/08/1980 | były rekord Niemiec |
| bieg na 1500 m (hala) | 3:37,54  | Sindelfingen    | 02/03/1980 |                     |
| bieg na 1 milę        | 3:49,98  | Berlin          | 17/08/1983 |                     |
| bieg na 2000 m        | 4:52,20  | Ingelheim       | 31/08/1982 | rekord Niemiec      |
| bieg na 2000 m (hala) | 5:02,20  | Sindelfingen    | 01/02/1985 |                     |
| bieg na 3000 m        | 7:36,75  | Ingelheim       | 01/09/1981 |                     |
| bieg na 3000 m (hala) | 7:49,13  | East Rutherford | 11/02/1984 |                     |
| bieg na 2 mile (hala) | 8:30,2   | Inglewood       | 05/02/1982 |                     |
| bieg na 5000 m        | 13:12,78 | Zurych          | 18/08/1982 |                     |

## Wybrane publikacje
- Von null auf 42, ISBN 3-930723-06-9
- Marathon leicht gemacht, ISBN 3-7205-2712-3
- Das kleine ABC der Sportverletzungen
- Body-Coach: Mach das Beste aus dir!, ISBN 3-8304-2197-4
- Laufen
- Aqua Fit, ISBN 3-7205-2587-2
- Ernährung und Training
- Sportverletzungen von A – Z – Gesundheits-Coach, ISBN 978-3-8304-2222-8